# نولان توتي
نولان توتي (الاسم العلمي:Nolana baccata) هو نوع نباتي يتبع جنس النولان من فصيلة الباذنجانية.